# Challenger de Burnie 2014
El torneo McDonald's Burnie International 2014, fue un torneo profesional de tenis. Perteneció al ATP Challenger Tour 2014. Se disputó su 12.ª edición sobre superficie dura, en Burnie, Australia entre el 27 de enero y el 2 de febrero de 2014.

## Jugadores participantes del cuadro de individuales
| Favorito | País                        | Jugador            | Rank1 | Posición en el torneo |
| -------- | --------------------------- | ------------------ | ----- | --------------------- |
| 1        | Bandera de Estados Unidos   | Bradley Klahn      | 93    | Baja                  |
| 2        | Bandera de Australia        | James Duckworth    | 132   | Segunda ronda         |
| 3        | Bandera de Japón            | Tatsuma Ito        | 156   | Segunda ronda         |
| 4        | Bandera de Japón            | Hiroki Moriya      | 204   | FINAL                 |
| 5        | Bandera de Australia        | Matt Reid          | 227   | CAMPEÓN               |
| 6        | Bandera de Australia        | John-Patrick Smith | 229   | Segunda ronda         |
| 7        | Bandera de los Países Bajos | Boy Westerhof      | 240   | Segunda ronda         |
| 8        | Bandera de Australia        | Greg Jones         | 259   | Segunda ronda         |

- 1 Se ha tomado en cuenta el ranking del 13 de enero de 2014.

### Otros participantes
Los siguientes jugadores recibieron una invitación (wild card), por lo tanto ingresan directamente al cuadro principal:
- Jacob Grills
- Omar Jasika
- Jarmere Jenkins
- Bradley Mousley

Los siguientes jugadores ingresan al cuadro principal tras disputar el cuadro clasificatorio:
- Ryan Agar
- Adam Hubble
- Christopher O'Connell
- Harry Bourchier

Los siguientes jugadores ingresan al cuadro principal con ranking protegido:
- Roman Vögeli

## Jugadores participantes en el cuadro de dobles

### Cabezas de serie
| Favorito | País                    | Jugador      | País                        | Jugador            | Rank1 | Posición en el torneo |
| -------- | ----------------------- | ------------ | --------------------------- | ------------------ | ----- | --------------------- |
| 1        | Bandera de Australia    | Matt Reid    | Bandera de Australia        | John-Patrick Smith | 191   | CAMPEONES             |
| 2        | Bandera del Reino Unido | Brydan Klein | Bandera de los Países Bajos | Boy Westerhof      | 349   | Primera ronda         |
| 3        | Bandera de Australia    | Alex Bolt    | Bandera de Australia        | Andrew Whittington | 427   | Semifinalistas        |
| 4        | Bandera de Australia    | Ryan Agar    | Bandera de Australia        | Sebastian Bader    | 501   | Cuartos de final      |

- 1 Se ha tomado en cuenta el ranking del 13 de enero de 2014.

## Campeones[2]

### Individual Masculino
- Matt Reid derrotó en la final a  Hiroki Moriya por 6-3, 6-2.

### Dobles Masculino
- Matt Reid /  John-Patrick Smith derrotaron en la final a  Toshihide Matsui /  Danai Udomchoke por 6-4, 6-2.